# Pseudopoda dao
Pseudopoda dao là một loài nhện trong họ Sparassidae.
Loài này thuộc chi Pseudopoda. Pseudopoda dao được Peter Jäger miêu tả năm 2001.